# 聖瑪加利大堂 (香港)
聖瑪加利大堂（英語：St. Margaret's Church）是香港一所天主教教堂，是東方第一所以聖女瑪加利大為名的教堂，位於香港島灣仔區跑馬地樂活道2A號，由「宗座外方傳教會」建立，於1923年2月3日由翟伯祿神父奠基，1925年1月25日祝聖啟用，1949年1月25日升格為堂區。現時教堂已被列為一級歷史建築。

## 牧職人員
- 主任司鐸：金容載神父
- 助理司鐸：趙双波神父、薜君浩神父、易唯誠神父
- 住宿司鐸：李毓明神父
- 執事：關仲華執事

## 結構
聖瑪加利大堂建於1923年，由意大利建築師幹尼刺設計，屬「古典復興主義」建築，門前有長樓梯讓前往教堂的教徒仰望著教堂而行，教堂的立面開了一個玫瑰窗，門廊由四根多利克柱支撐，大門兩旁放著聖伯多祿及聖保祿兩尊聖像，其內部採用法國十八世紀結合古典與歌德形式的柱列承托圓拱型天花的結構，桶形穹窿天花填滿了浮雕方格，而平面採用羅馬公共會堂形式，其盡頭設有半圓形聖所，旁有螺旋石級直通鐘樓，兩側的牆壁設有大量彩色玻璃窗，兩壁放有共14幅繪有耶穌受難至復活過程的木刻雕塑。建築於1990年被列為香港二級歷史建築，並於2010年12月21日獲確認提升為一級歷史建築。

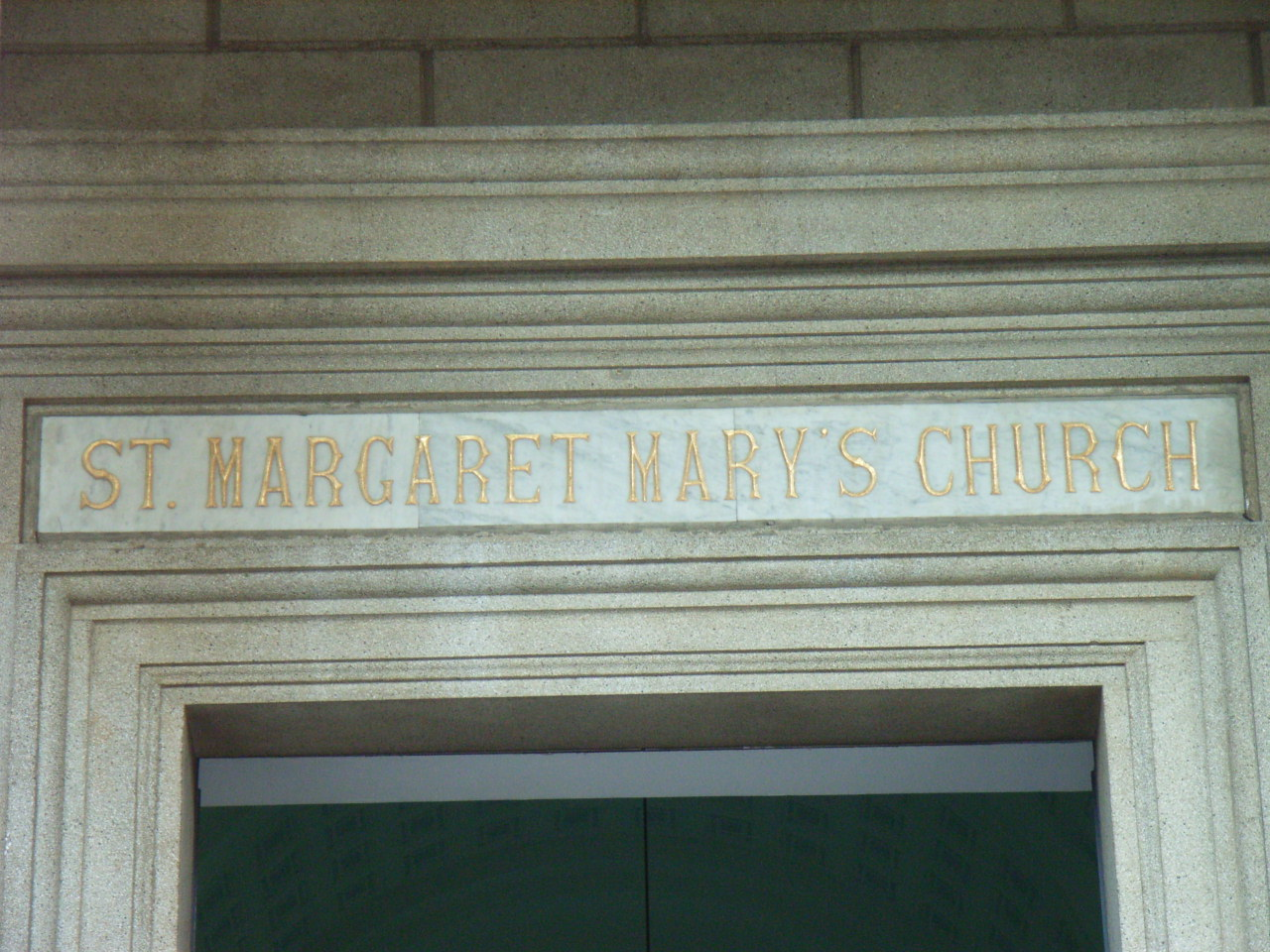
聖瑪加利大堂的石額
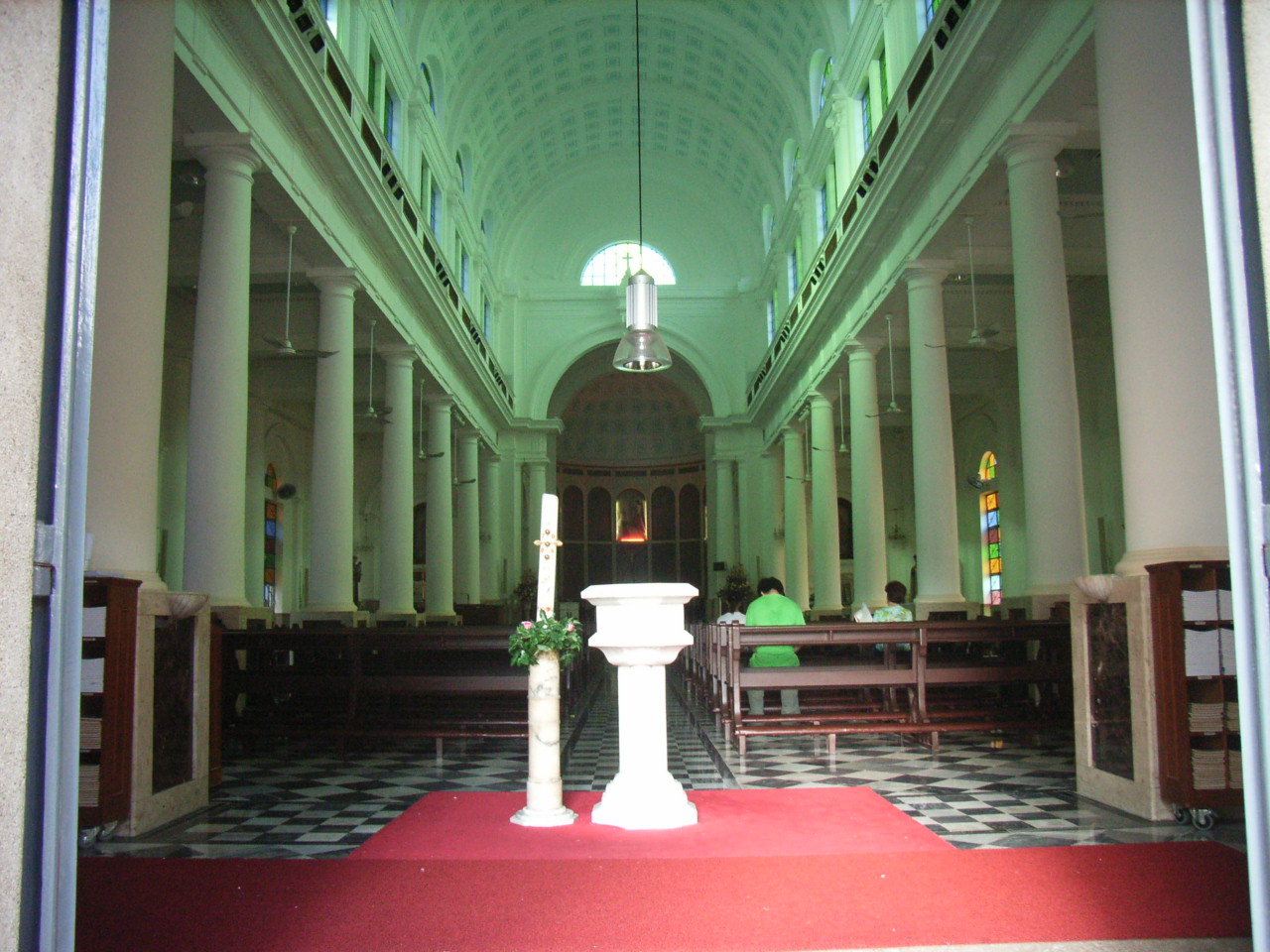
聖瑪加利大堂
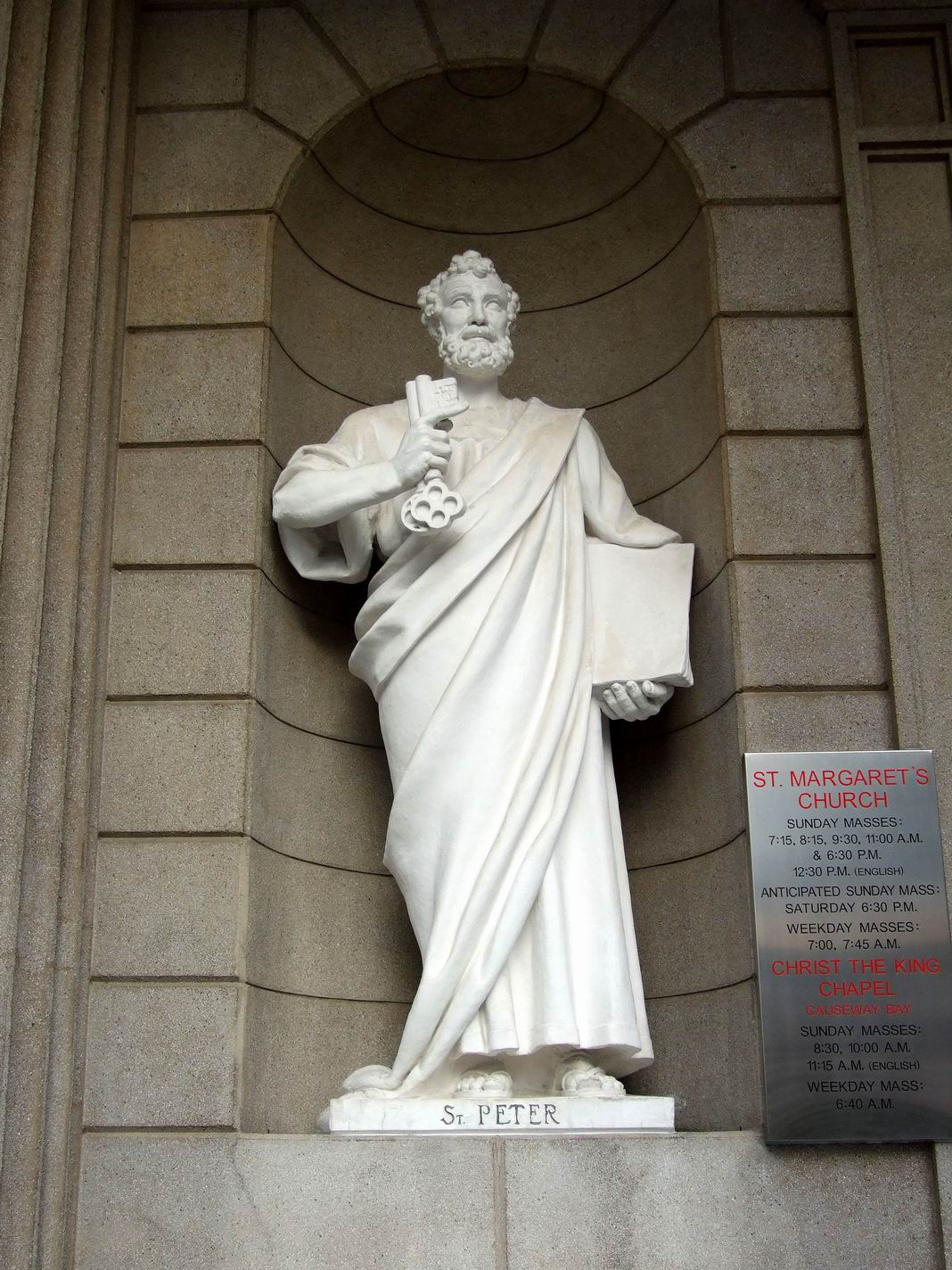
聖伯多祿像
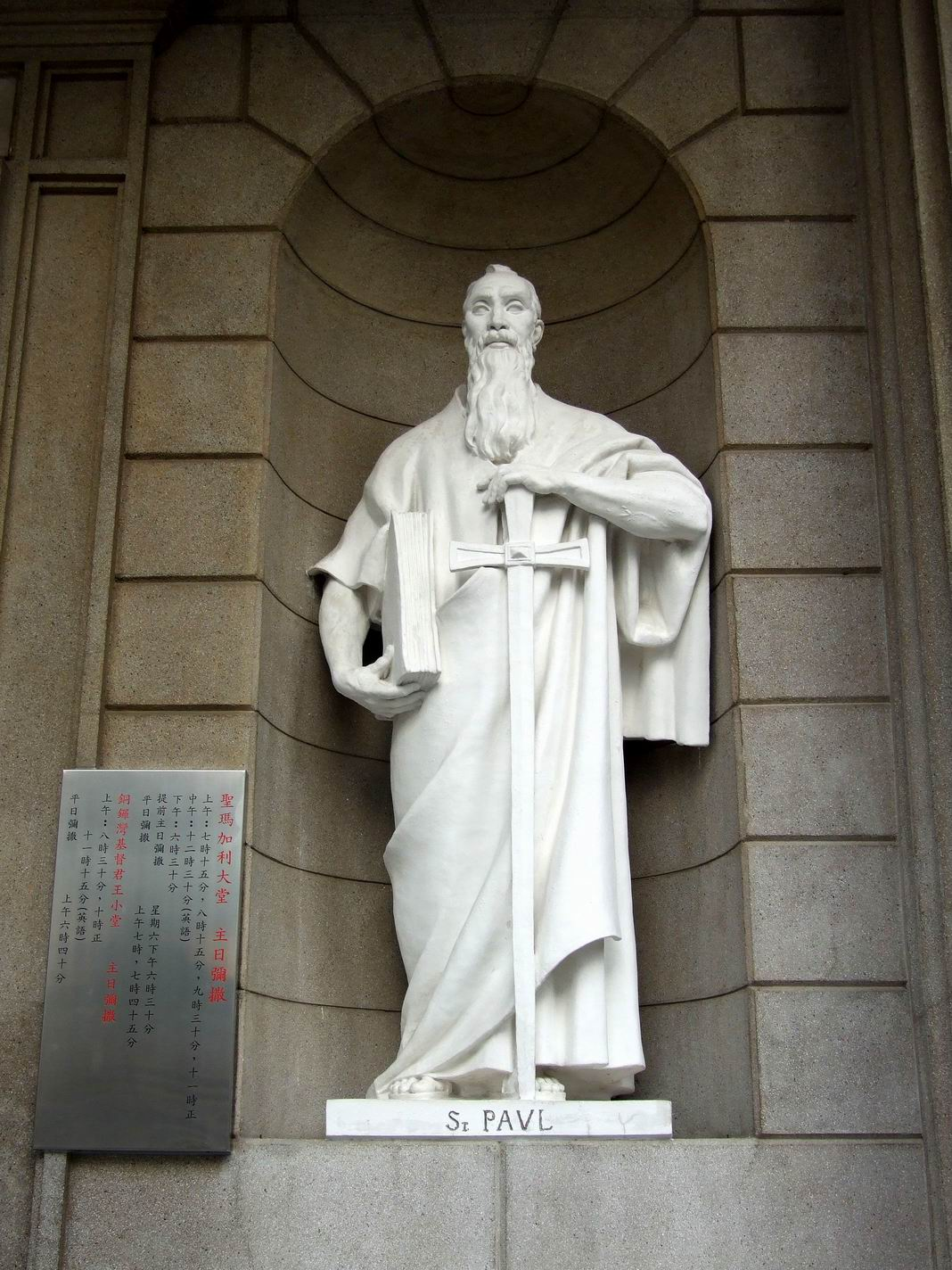
聖保祿像
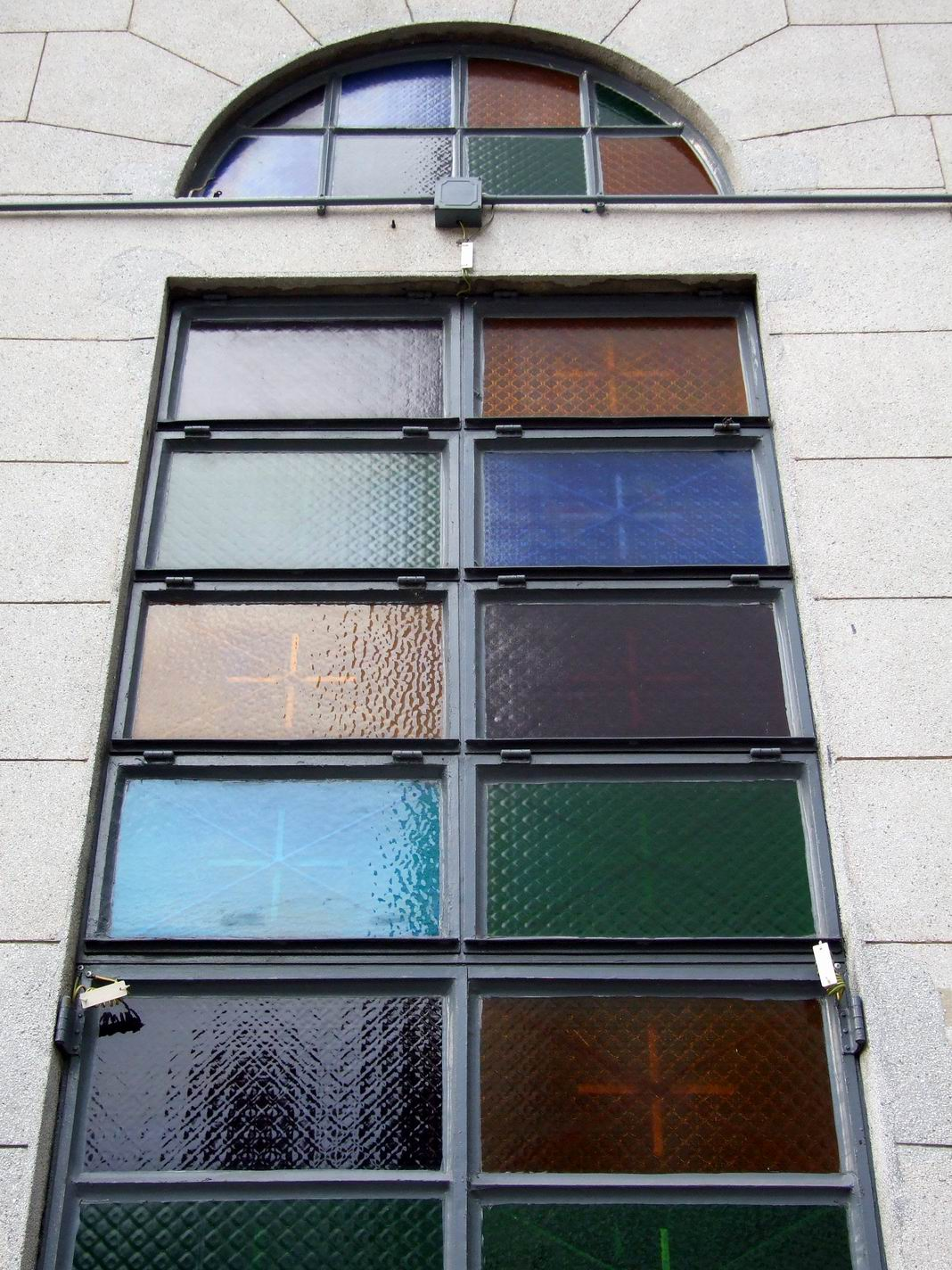
彩色玻璃窗
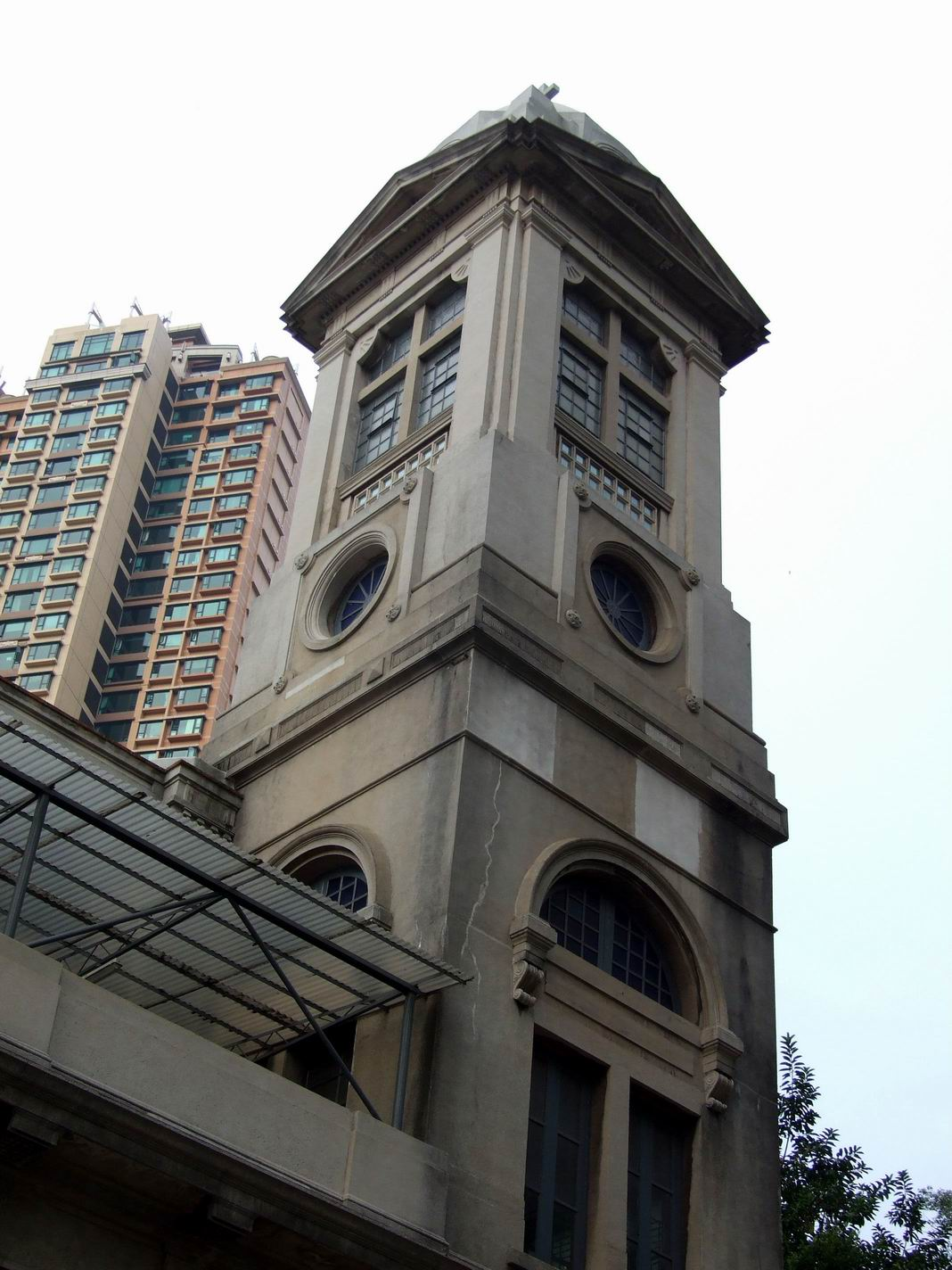
鐘樓

## 堂區主保聖人
聖女瑪加利大·亞蘭菊（St. Margaret Mary Alacoque） 於1647年7月22日出生於法國奧頓教區。在1671年6月20日，她23歲進入巴來莫尼聖母往見隱修會。她在1672年11月6日矢發永願。在1673年12月之後的半年，耶穌不斷顯現給她，並且告訴聖女祂的意思。有一個深夜，當她祈禱時，耶穌將自己的聖心顯現給她。聖女積極推動聖心敬禮。1690年10月17日病逝。教宗庇護九世在1856年正式確認耶穌聖心敬禮。聖女瑪加利大．亞蘭菊於1920年被冊封為聖人。

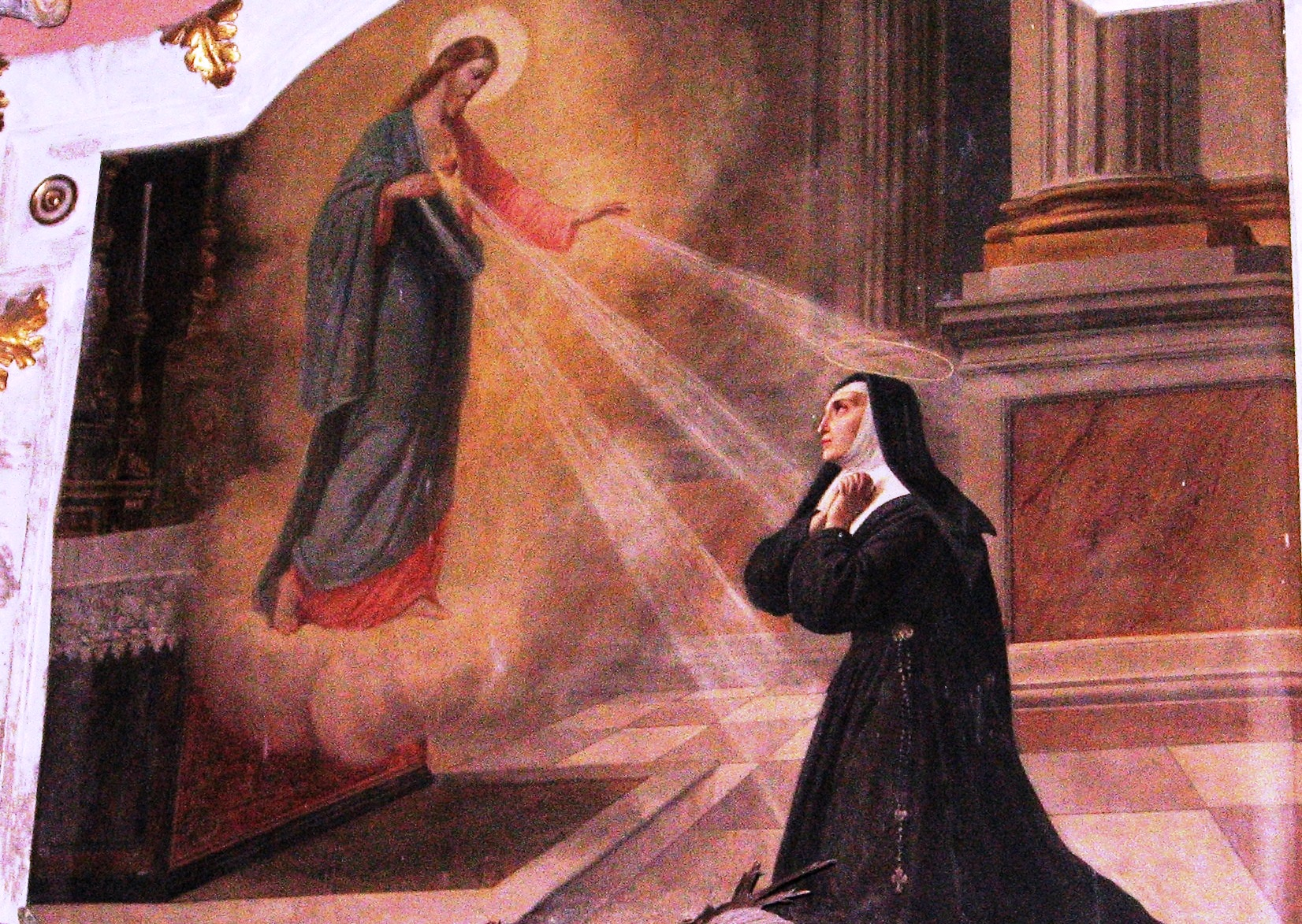
耶稣与玛加利大
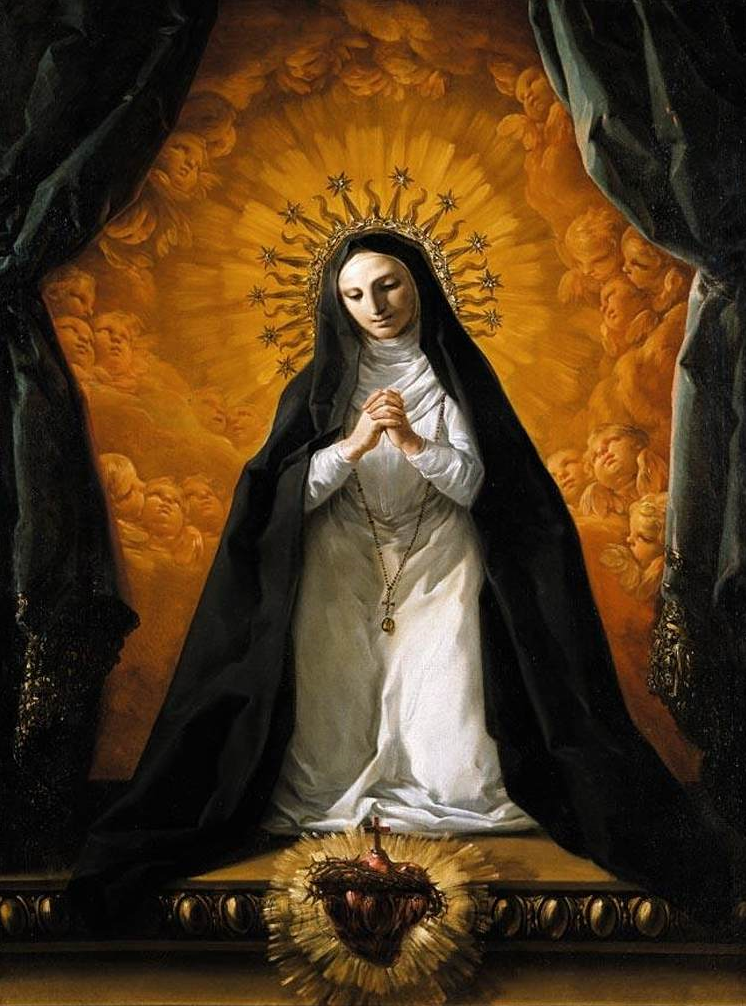
聖女瑪加利大

## 歷任主任司鐸
| 就職時間 | 卸任時間 | 主任司鐸     |
| -------- | -------- | ------------ |
| 1925年   | 1927年   | 司徒廷熙神父 |
| 1927年   | 1927年   | 奧神父       |
| 1928年   | 1937年   | 巴達義神父   |
| 1937年   | 1940年   | 艾神父       |
| 1940年   | 1947年   | 濟利祿神父   |
| 1947年   | 1950年   | 何達華神父   |
| 1950年   | 1961年   | 戴遐齡神父   |
| 1961年   | 1969年   | 容達榮神父   |
| 1969年   | 1988年   | 金普仁神父   |
| 1988年   | 1998年   | 梁達材神父   |
| 1998年   | 2004年   | 閻德龍神父   |
| 2004年   | 2009年   | 區加培神父   |
| 2009年   | 2021年   | 關傑棠神父   |
| 2021年   | 現在     | 金容載神父   |

## 堂區服務範圍

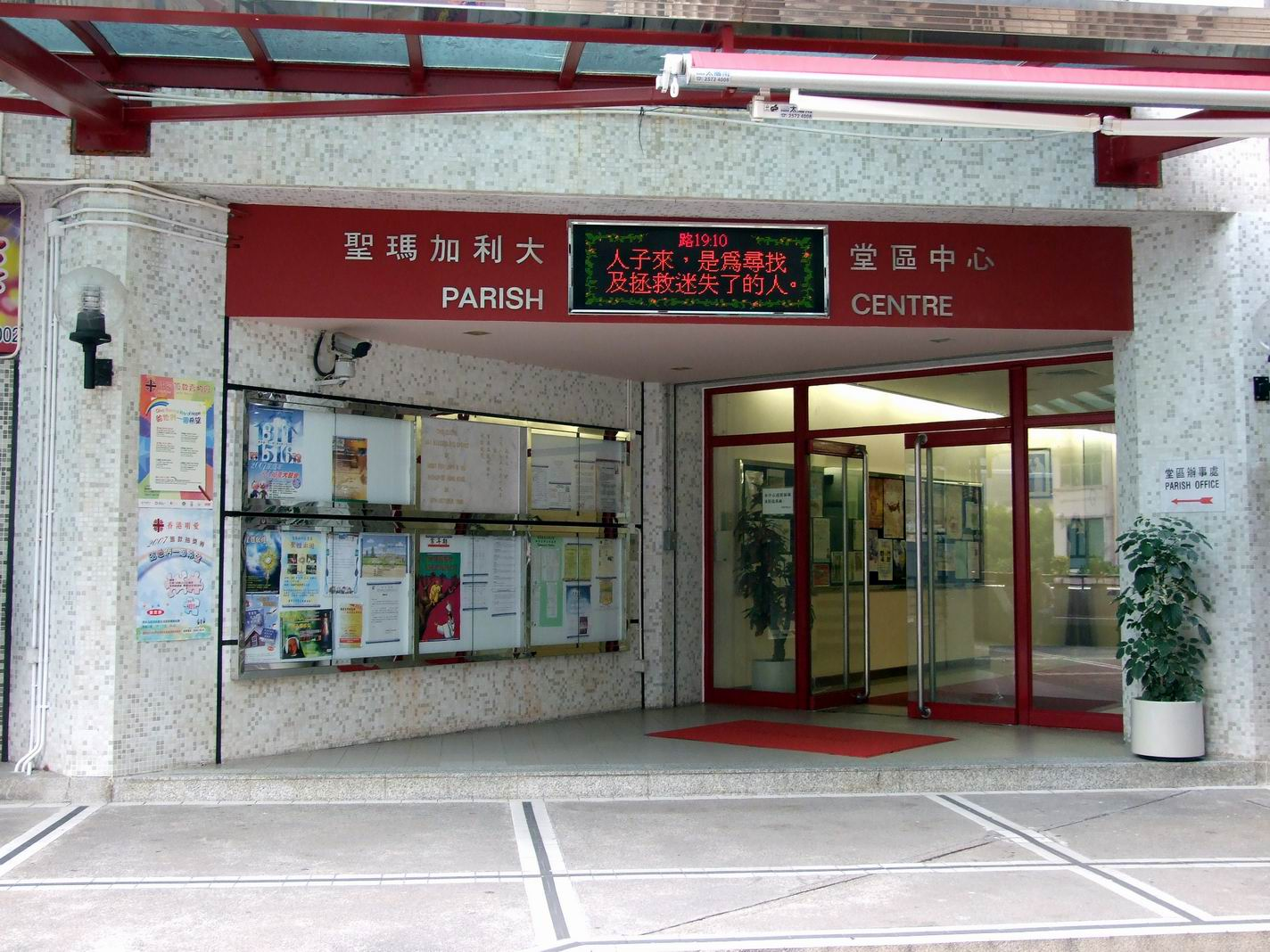
聖瑪加利大堂區中心

聖瑪加利大堂區今時服務範圍包括跑馬地和銅鑼灣等地區。為方便教友參與宗教活動，除了聖瑪加利大堂外，堂區更包括以下的教堂：
- 玫瑰崗學校小堂（Rosaryhill School Chapel），位於司徒拔道41號B 玫瑰崗學校。於於1988年至1992年，名為聖大亞伯爾小堂，1993年易名為玫瑰崗學校小堂，屬跑馬地聖瑪加利大堂區 。
- 華仁書院小堂（Wah Yan College Chapel），位於皇后大道東281號（華仁書院）。於1988年屬聖瑪加利大堂區。
- 基督君王小堂（Christ the King Chapel），位於銅鑼灣聖保祿修院。1963年，聖保祿修院的基督君王小堂開放，供區內信眾舉行感恩祭，堂區於是亦承擔有關的服務。1977年易名為耶穌君王小堂。1978-1979年再度易名為聖保祿修院小堂。1980-1994年原用舊有之名稱耶穌君王小堂。1995年三度易名為基督君王小堂。

## 彌撒及禮儀時間

### 聖瑪加利大堂
- 主日彌撒：07:15、08:15、09:30、11:00、17:30（粵語）
  - 11:00（日語）
  - 12:30（英語）
  - 18:00（西班牙語）
- 星期六提前主日彌撒：17:30（粵語）
- 平日彌撒：07:00、07:45（粵語）
- 耶穌聖心彌撒：首星期五19:30（粵語）
- 每月第1個主日的15:30（普通話彌撒）地點：1樓小聖堂

### 基督君王小堂
- 主日彌撒：08:30、10:00（粵語）
  - 11:30（英語）
- 平日彌撒：06:40（粵語）

### 玫瑰崗學校小堂
- 主日彌撒：10:30（英語）

### 華仁書院小堂
- 主日彌撒：10:30（英語）

## 軼事
1990年上映的經典香港電影《天若有情》曾於此教堂取景，華 Dee（劉德華飾）和 穿着婚纱的Jo Jo（吳倩蓮飾）結尾騎電單車來到這裡作最後的告別，而且华Dee趁着JoJo低头祷告时开着单车离去为他死去的帮派大哥报仇，结果这一去成了永诀——华Dee喋血街头身死，JoJo仍身披婚纱光脚跑在黄泥涌道一带无助地奔跑，希望能看到华Dee最后一眼。

## 鄰近
- 黃泥涌道
- 聖保祿天主教小學
- 聖保祿中學
- 雲地利道
- 跑馬地馬場
- 跑馬地運動場
- 紀利華木球會
- 禮頓山
- 銅鑼灣站

## 外部連結
- 聖瑪加利大堂 （页面存档备份，存于）